# لايك آي لاف يو
«لايك آي لاف يو» (بالإنجليزية: Like I Love You)‏ هي أول أغنية منفردة للمغني الأمريكي جاستن تمبرليك. تم إصدارها في 26 أغسطس 2002 كأول أغنية منفردة من ألبومه الأول جاستيفيد (2002). تتضمن الأغنية فرقة الـهيب هوب الأمريكية كليبس. كتب الأغنية جاستن تمبرليك، وتشاد هوغو، وفاريل ويليامز، وبوشا تي، و(بالإنجليزية: No Malice)‏. ومن إنتاج (بالإنجليزية: The Neptunes)‏. حصلت الأغنية علي رقم 11 في بيلبورد هوت 100 الأمريكية، ورقم اثنان في المملكة المتحدة، وترشيح لـجائزة غرامي لعام 2003 لأفضل أداء راب/مغني.

## وصلات خارجية
- كلمات الأغنية الكاملة على مترولايركس